# Matthew Hughes
Matthew „Matt” Hughes (n. 1949, Liverpool, Anglia, Regatul Unit) este un scriitor canadian de origine britanică. Hughes scrie literatură științifico-fantastică sub numele Matthew Hughes, romane polițiste ca Matt Hughes și alte lucrări ca Hugh Matthews. Povestirile și romanele sale „Archonate” au fost comparate cu lucrările lui Jack Vance.

## Lucrări scrise

### Romane
- Fools Errant (1994) și (2001)
- Downshift (ca Matt Hughes) (1997)
- Fool Me Twice (2001)
- Gullible's Travels (antologie SFBC a Fools Errant și Fool Me Twice, 2002)
- Black Brillion (2004)
- Majestrum (Tales of Henghis Hapthorn, Volumul 1, 2006)
- Wolverine: Lifeblood (ca Hugh Matthews) (2007)
- The Spiral Labyrinth (Tales of Henghis Hapthorn, Volumul 2, septembrie 2007)
- The Commons (octombrie 2007)
- Template (mai 2008, august 2010)
- Hespira (Tales of Henghis Hapthorn, Volumul 3, 2009)
- Quartet & Triptych (primul din cele trei romane Luff Imbr, vara 2010)
- The Damned Busters (To Hell & Back, volume 1, 2011)
- The Other (a Luff Imbry Novel),  (2011)
- The Yellow Cabochon (second of three Luff Imbry novellas), vara 2011)
- Costume Not Included (To Hell & Back, Volumul 2, 2012)
- Hell to Pay (To Hell & Back, Volumul3, vara 2012)
- Song of the Serpent (ca Hugh Matthews) (2012)

### Ficțiune scurtă

#### Colecții
- The Gist Hunter and Other Stories (2005)

#### Povestiri
- Bearing up (2005)
- The Helper and His Hero (2007) in The Magazine of Fantasy & Science Fiction (Guth Bandar)
- "The Ugly Duckling" (2013) in Old Mars (anthology)[4][5]
- "The Inn of the Seven Blessings" (2014) in Rogues (anthology)
- "Greeves and the Evening Star" (2015) in Old Venus (anthology)[6]

| Titlu         | An   | Apariie                                                                                     | Retipărire |
| ------------- | ---- | ------------------------------------------------------------------------------------------- | ---------- |
| And then some | 2013 | Hughes, Matthew (februarie 2013). „And then some”. Asimov's Science Fiction. 37 (2): 12–31. |            |

### Nonfiction (Ghostwritten)
- Breaking Trail (2000)
- What's All This Got To Do With The Price of 2x4s? (2006)